# Hóa đơn thương mại
Trong lĩnh vực thương mại quốc tế,  hóa đơn thương mại là một chứng từ hải quan. Nó được sử dụng để khai báo hải quan và được cung cấp bởi cá nhân hoặc doanh nghiệp khi xuất hàng sang quốc gia khác. Mặc dù không có định dạng chuẩn, nhưng chứng từ phải bao gồm một số thông tin thiết yếu như các bên liên quan đến giao dịch vận chuyển, hàng hóa được vận chuyển, quốc gia sản xuất, và mã HS cho kiện hàng. Hóa đơn thương mại thường bao gồm chứng nhận hóa đơn đó là thật và kèm theo chữ ký.
Hóa đơn thương mại dùng để tính toán thuế quan và thường được sử dụng cho mục đích hải quan.  Hóa đơn thương mại thường không yêu cầu khi vận chuyển giữa các quốc gia EU...chỉ giữa quốc gia thuộc EU và không thuộc EU.
Hóa đơn thương mại ở các quốc gia châu Âu không dành cho thanh toán. Định nghĩa hóa đơn thanh toán thường chỉ sử dụng từ "hóa đơn" (invoice).  Hóa đơn này có thể sử dụng như hóa đơn thương mại nếu có thông tin bổ sung đi kèm.  Từ năm 2018, hóa đơn châu Âu phải sử dụng phương thức điện tử trong mua sắm công  được đề cập trong chỉ thị 2014/55/EU.
Một mẫu định dạng của hóa đơn thương mai

| HÓA ĐƠN THƯƠNG MẠI | HÓA ĐƠN THƯƠNG MẠI | HÓA ĐƠN THƯƠNG MẠI | HÓA ĐƠN THƯƠNG MẠI                                                             | HÓA ĐƠN THƯƠNG MẠI                                                             | HÓA ĐƠN THƯƠNG MẠI                                                             | HÓA ĐƠN THƯƠNG MẠI                                                             |
| --- | --- | --- | ------------------------------------------------------------------------------ | ------------------------------------------------------------------------------ | ------------------------------------------------------------------------------ | ------------------------------------------------------------------------------ |
| NGƯỜI GỬI: AUTO PARTS FEE WAREHOUSE 7634 KIMBEL STREET UNIT 1-9 MISSISSAUGA,ON L5S-1M6 Điện thoại:905.677.0996 Fax: 999-999-9999 Tax ID/VAT/EIN# nnnnnnnnnn | NGƯỜI GỬI: AUTO PARTS FEE WAREHOUSE 7634 KIMBEL STREET UNIT 1-9 MISSISSAUGA,ON L5S-1M6 Điện thoại:905.677.0996 Fax: 999-999-9999 Tax ID/VAT/EIN# nnnnnnnnnn | NGƯỜI GỬI: AUTO PARTS FEE WAREHOUSE 7634 KIMBEL STREET UNIT 1-9 MISSISSAUGA,ON L5S-1M6 Điện thoại:905.677.0996 Fax: 999-999-9999 Tax ID/VAT/EIN# nnnnnnnnnn | NGƯỜI NHẬN: XYZ Company 3 Able End There, Shropshire, UK Điện thoại:99-99-9999 | NGƯỜI NHẬN: XYZ Company 3 Able End There, Shropshire, UK Điện thoại:99-99-9999 | NGƯỜI NHẬN: XYZ Company 3 Able End There, Shropshire, UK Điện thoại:99-99-9999 | NGƯỜI NHẬN: XYZ Company 3 Able End There, Shropshire, UK Điện thoại:99-99-9999 |
| Ngày tháng phát hành: 12 tháng 12 năm 2007 | Ngày tháng phát hành: 12 tháng 12 năm 2007 | Ngày tháng phát hành: 12 tháng 12 năm 2007 | Số hóa đơn: 0256982                                                            | Số hóa đơn: 0256982                                                            | Số hóa đơn: 0256982                                                            | Số hóa đơn: 0256982                                                            |
| Mã vận đơn: 526555598 | Mã vận đơn: 526555598 | Mã vận đơn: 526555598 | Tham khảo người gửi: 5555555                                                   | Tham khảo người gửi: 5555555                                                   | Tham khảo người gửi: 5555555                                                   | Tham khảo người gửi: 5555555                                                   |
| Nhà vận chuyển: GHI Transport Company | Nhà vận chuyển: GHI Transport Company | Nhà vận chuyển: GHI Transport Company | Tham khảo người nhận: 5555555                                                  | Tham khảo người nhận: 5555555                                                  | Tham khảo người nhận: 5555555                                                  | Tham khảo người nhận: 5555555                                                  |
| Số lượng kiện | Quốc gia | Thông tin mô tả hàng hóa | Mã HS                                                                          | Đơn vị trọng lượng                                                             | Giá trị đơn vị                                                                 | Tổng phụ thu (USD)                                                             |
| 1,000 | Hoa Kỳ | Widgets | 999999                                                                         | 2                                                                              | 10.00                                                                          | 10,000                                                                         |
| Tổng trọng lượng (lbs): | 2,000 | Tổng giá trị đã kê khai (USD): | 10,000                                                                         | 10,000                                                                         | 10,000                                                                         | 10,000                                                                         |
| Tổng trọng lượng thực tế (lbs): | 2,050 | Phí vận chuyển và bảo hiểm (USD): | 300.00                                                                         | 300.00                                                                         | 300.00                                                                         | 300.00                                                                         |
| Tổng số lô hàng: | 1,000 | Khoản phí khác (USD): | 30.00                                                                          | 30.00                                                                          | 30.00                                                                          | 30.00                                                                          |
| Mã tiền tệ: | USD | Tổng giá trị trên hóa đơn (USD): | 10,330                                                                         | 10,330                                                                         | 10,330                                                                         | 10,330                                                                         |
| Loại xuất khẩu: Vĩnh viễn | Loại xuất khẩu: Vĩnh viễn | Loại xuất khẩu: Vĩnh viễn | Điều khoản thương mại: Giao hàng chưa thanh toán                               | Điều khoản thương mại: Giao hàng chưa thanh toán                               | Điều khoản thương mại: Giao hàng chưa thanh toán                               | Điều khoản thương mại: Giao hàng chưa thanh toán                               |
| Lý do xuất khẩu: đã nêu lý do | | |                                                                                |                                                                                |                                                                                |                                                                                |
| Ghi chú chung: ghi chú và bình luận | | |                                                                                |                                                                                |                                                                                |                                                                                |